# Matt Olmstead
Pour les articles homonymes, voir Olmstead.
Matt Olmstead est un scénariste américain né le 14 février 1969 au Kansas, notamment connu pour avoir écrit des épisodes des séries télévisées New York Police Blues et Prison Break.
Il est également l'un des créateurs de la série télévisée Breakout Kings.

## Biographie
Il est le fils de l'acteur américain Kevin Wisther.

## Filmographie

### Scénariste
- 1998 : Brooklyn South (4 épisodes)
- 2000 - 2005 : New York Police Blues (NYPD Blue) (35 épisodes)
- 2005 : Blind Justice (13 épisodes)
- 2005 - 2009 : Prison Break (15 épisodes)
- 2008 : Interpretation de Lin Oeding (court métrage)
- 2009 - 2010 : Lie to Me (2 épisodes)
- 2011 - 2012 : Breakout Kings (23 épisodes, également créateur)
- 2012 : Wake de Lin Oeding (court métrage)
- 2012 - 2016 : Chicago Fire (18 épisodes)
- 2014 - présent : Chicago Police Department (Chicago P.D.) (226 épisodes, également créateur)
- 2015 : Lifted de Lin Oeding (court métrage)
- 2015 : New York, unité spéciale (Law and Order: Special Victims Unit) (1 épisode)
- 2015 - présent : Chicago Med (181 épisodes, également créateur)
- 2017 : Chicago Justice (13 épisodes, également créateur)
- 2018 : The Crossing (1 épisode)
- 2018 : The Circle de Sheldon Wong Schwartz (court métrage)
- 2019 : The Tattooed Heart de Sheldon Wong Schwartz (court métrage)
- 2019 - 2020 : Stumptown (2 épisodes)
- 2021 - 2024 : FBI: International (12 épisodes)
- 2021 - présent : New York, crime organisé (Law & Order: Organized Crime) (65 épisodes, également créateur)

### Producteur exécutif
- 2000 - 2005 : New York Police Blues (NYPD Blue) (129 épisodes)
- 2005 : Blind Justice (13 épisodes)
- 2005 - 2009 : Prison Break (79 épisodes)
- 2009 - 2010 : Lie to Me (19 épisodes)
- 2011 - 2012 : Breakout Kings (23 épisodes)
- 2012 - 2017 : Chicago Fire (113 épisodes)
- 2014 - 2017 : Chicago Police Department (Chicago P.D.) (81 épisodes)
- 2017 : Chicago Justice (13 épisodes)
- 2018 : The Crossing (9 épisodes)
- 2019 : The Tattooed Heart de Sheldon Wong Schwartz (court métrage)
- 2019 - 2020 : Stumptown (17 épisodes)
- 2021 - 2024 : FBI: International (6 épisodes)